# 将棋世界
『将棋世界』（しょうぎせかい）は、日本将棋連盟出版部が発行する将棋専門の月刊誌。毎月3日発売。
1937年10月の創刊号から数えて、2022年10月号で通巻1000号に到達。
本項では、同編集部が発行する『将棋年鑑』（しょうぎねんかん）についても扱う。

## 概要
1937年に、将棋大成会公認の雑誌として当時大手出版社だった博文館発行として創刊（1937年10月号）。特に編集長は設けられず、愛棋家だった社長の大橋進一が指揮をとった。
1940年12月号から将棋大成会発行となる。初代編集長は金子金五郎だった。戦前は将棋大成会の幹事が編集長をつとめており、建部和歌夫七段、花田長太郎八段と編集長はかわるが、編集の実務は永沢勝雄四段が担当していた。
太平洋戦争の影響から1945年1月号で休刊したが、1946年に加藤治郎が編集長に就任し、1946年6月号で復刊。編集の実務は山川次彦四段が担当。戦後は出版担当理事が編集長を兼ねる形となり、加藤以降は、北楯修哉八段、建部和歌夫八段、原田泰夫八段と続いた。1956年に山川次彦七段がはじめての専任編集長となった。
1949年に将棋大成会が日本将棋連盟に改名したことにより、『将棋世界』も日本将棋連盟からの発行となる。
将棋専門誌としては『近代将棋』誌（2008年6月号で休刊）と共に最も伝統ある雑誌の一つ。編集長は田名後健吾。
内容はタイトル棋戦の観戦記や解説、将棋の講座、詰将棋、棋士へのインタビュー記事、棋戦の対局結果、将棋界の各種情報等ほぼ全て将棋に関する物。執筆者は編集部員以外に観戦記者や棋士らも多い。将棋連盟の機関誌であり、アマチュア初段から同六段までの免状を授与する紙上検定も行なっている。また毎号、詰将棋などが掲載された小さな付録冊子がつく。主な広告は盤駒販売業者や将棋道場、タイトル戦が開催される旅館などである。
なかでも、1963年から編集長となった太期喬也がはじめた「段位検定」（当初は「初段コース」）は大ヒット企画となった。
編集部員は、かつては連盟出版部の職員であった。歴代の編集長には永沢勝雄八段、山川次彦八段、観戦記者の太期喬也、将棋史研究家の清水孝晏、詰将棋作家の野口益雄・角建逸、沼春雄七段、田丸昇九段など将棋関係者が多い。作家の大崎善生も元編集長。
2009年3月31日に、5月2日発売の「2009年6月号」から「編集・発行」は従来どおり日本将棋連盟が、「製作・発売」をマイナビ（旧・毎日コミュニケーションズ）が担当することが発表された。編集部も毎日新聞東京本社の関連企業・団体が所属するパレスサイドビルディング内に移動している。
2010年12月よりiPadで閲覧可能な電子版の配信を開始。iPad版の開発は『柿木将棋』のプログラマである柿木義一が手がけており、雑誌に掲載された盤面上で駒を実際に動かしたり、棋譜をiPad版『柿木将棋』に取り込んで検討することなどもできるようになっていた。ただ電子版は2014年4月よりKindle・Google Play等での販売に移行することになり、それに伴い駒を動かせる機能・『柿木将棋』との連携機能などは非対応となった。
2015年10月にマイナビの出版部門がマイナビ出版として分割されたため、本誌の編集も同社に移管されている。
2017年7月には藤井聡太ブームの影響により、2017年7月号が即完売したことから、8月号は80年の歴史で初となる発売前増刷となった。2022年10月号を以って通巻1000号に到達。

## 連載
（2012年7月号現在）
- 『感想戦後の感想』（高橋呉郎）
- 『月夜の駒音』（内館牧子）
- 『連盟の瀬川さん』（瀬川晶司）
- 『あっという間の3手詰』（森信雄）
- 『実戦に役立つ5手7手詰』（中田章道）
- 4コマ漫画『と金の将ちゃん』（神保あつし）
- 4コマ漫画『月刊バトルロイヤル』（バトルロイヤル風間）
- 『将棋時評』（青野照市）
- 『リレー自戦記』（月代わり、複数名の場合あり）
- 『関西将棋会館棋士室24時』（池田将之）
- 『突き抜ける！現代将棋』（勝又清和）
- プロが聞くプロ対談
  - 月替わりのプロ棋士2名による対談。
- 『新・イメージと読みの将棋観』（鈴木宏彦）
  - 森内俊之・渡辺明・久保利明・広瀬章人・郷田真隆・豊島将之の6名[14]の棋士に同一の局面などの質問をし、それぞれの見解を聞く企画。

過去の連載
- 『将棋論考』（真部一男）
- 実力アップ講座 5級から強くなろう!（飯塚祐紀）
- 新・対局日誌（河口俊彦）
- 毎日がオフタイム（片上大輔）
- 坂東香菜子の私と将棋を指しましょう
- 岩根忍の将棋って楽しい!
- 若手棋士参上!みんなの町へ
- 『千駄ヶ谷市場』（先崎学）
- 『トップ6棋士夢の競演!イメージと読みの将棋観』（鈴木宏彦）
  - 当時のメンバーは羽生善治・森内俊之・渡辺明・佐藤康光・谷川浩司・藤井猛の6名。
- 『振り飛車党のバイブル』（藤井猛）
- 『新・飯島流引き角戦法』（飯島栄治）
- 『熱局探訪』（野月浩貴）
- 関西棋界情報コーナー
  - 関西将棋レポート（福崎文吾）
  - ワンダフル関西（神吉宏充）
  - 『関西棋界見てある記』（東和男）
- 『プロ・アマガチンコ10秒将棋』（不定期）
- 『と金の将ちゃん』（神保あつし）
- 『バトルロイヤル風間先生の「月刊バトルロイヤル」』（バトルロイヤル風間）

## 詰将棋サロン
詰将棋サロンは、読者がハガキに17手以内の新作詰将棋を1題記入して投稿する人気企画。投稿された作品は手数毎に、11手以下を初級、13手～15手以下を中級、15手～17手以下が上級と区別され、その中から選題された8題が出題される。入選作者は2千円、優秀作者は3千円分の図書カードが貰える。入選者の氏名の横には各作家の個々の入選回数も書き出され、入選回数が数百回を超える強者も多く、投稿意欲が煽られる。
米長邦雄は自身の著書で「詰将棋サロンが全部解ければ三段は十分にあり、毎号取り組めば四段の力は付くはずである」と評した。
2021年に、本誌編集部編著・マイナビ出版発売・発行の、『詰め将棋サロン名作選』 ISBN 4839973369 が発売されている。

## 将棋年鑑
1968年（昭和43年）創刊。原則として毎年8月に発売される。前年度の棋戦の結果及び主要な対局の棋譜が収録されるほか、棋士のプロフィールがまとめられた「棋士名鑑」、年度ごとの特集ページなどで構成される。特に八大タイトル戦、竜王戦決勝トーナメント及び1組ランキング戦、A級順位戦、王将リーグについては全対局の棋譜が掲載される。